# شبیر مارکیگی
شبیر مارکیگی (انگلیسی: Xabier Markiegi, ۳۰ دسامبر ۱۹۳۸ – ۲۸ مارس ۲۰۲۱) سیاستمدار، و استاد اهل اسپانیا بود. وی از سال ۱۹۸۱ تا ۱۹۹۴ عضو پارلمان باسک بود و بین سالهای ۱۹۹۵ و ۲۰۰۰ به عنوان نماینده دادگستری از سرزمین باسک، خدمت می‌کرد.
مارکیگی یکشنبه، ۲۸ مارس ۲۰۲۱ در آگادولس درگذشت.